# Iggsjön
Iggsjön är en sjö i Hudiksvalls kommun i Hälsingland och ingår i Delångersåns huvudavrinningsområde. Sjön har en area på 1,18 kvadratkilometer och ligger 31 meter över havet. Sjön avvattnas av vattendraget Delångersån (Svågan). Ån går ut i havet från Iggsjön via två "armar" som bildar den ö på vilken huvuddelen av orten Iggesund ligger; södra "armen" kallas lokalt Iggesundsån. Vid Iggsjön ligger badplatsen och campingen Ankarmon. 

## Delavrinningsområde
Iggsjön ingår i det delavrinningsområde (683891-156674) som SMHI kallar för Utloppet av Iggsjön. Medelhöjden är 38 meter över havet och ytan är 3,77 kvadratkilometer. Räknas de 337 avrinningsområdena uppströms in blir den ackumulerade arean 1 976,99 kvadratkilometer. Avrinningsområdets utflöde Delångersån (Svågan) mynnar i havet. Avrinningsområdet består mestadels av skog (56 procent). Avrinningsområdet har 1,05 kvadratkilometer vattenytor vilket ger det en sjöprocent på 29,3 procent. Bebyggelsen i området täcker en yta av 0,33 kvadratkilometer eller 9 procent av avrinningsområdet.